# Ассиза
Ассиза — в средневековой Европе, источник права: королевский указ, сборник обычного права, юридический акт королевского совета или судебных органов (также называемых «ассизами»); предписания по изготовлению продукции (например, пива).

## Англия
Судебные ассизы короля Генриха II — Великая ассиза (утрачена, год неизвестен), Кларендонская ассиза (1166 год), Нортгемптонская ассиза (1176 год) — ввели в уголовное судопроизводство в королевском суде институт жюри присяжных как альтернативу судебному поединку. Ассиза «О новом захвате» (1166 год) ввела институт присяжных в гражданское судопроизводство. При этом были расширены полномочия королевского суда (к которому переходила часть компетенции местных судов) и выездное рассмотрение дел королевскими судьями во вновь образованных судебных округах с участием «большого жюри» из 12 присяжных (полноправных подданных короля, принявших присягу), которые принимали решение, пользуясь «собственным разумением». Королевская курия стала высшим апелляционным судом и практика королевских судов выработала единое для страны общее право.
Изданная тем же Генрихом II ассиза «О вооружении» (1181 год) определяла требования к воинской повинности: все англичане были обязаны обладать вооружением и являться на войну в случае приказа короля, феодалам было разрешено заменять службу «щитовыми деньгами», позволяющими королю нанимать своих рыцарей. Лесная ассиза 1184 года устанавливала верховную собственность короля на все английские леса и определяла порядок пользования лесами.

## Франция
Известными ассизами во Франции являются:
- Бретонские ассизы
  - Реннская ассиза Жоффруа II (1185 год) установила порядок первородства для высших феодов;
  - Анжерская ассиза Жана II (1301 год) регулировала передачи низших феодов;
- Нормандская ассиза (1234—1237 годы) регулировала процедуру королевских судов.

## Сицилия
В Сицилийском королевстве Рожер II в 1140 году принял 44 закона — «Арианские ассизы» (лат. Assise regum regni Sicilie), установив нормы права, по сборникам римского, византийского, лангобардского и норманнского, а также канонического права.

## Государства крестоносцев
В государствах крестоносцев действовали «Иерусалимские ассизы» — два сборника XIII века («Книга Высшего суда» и «Книга Суда горожан») — наиболее полный известный нам сборник феодального права, оказавший очень сильное влияние на другие законодательные своды XIII века, в том числе «Ассизы Романии» в Латинской империи и «Ассизы Антиохии» в Антиохийском княжестве.